# Гіпервалентна молекула
Гіпервалентна молекула (англ. hypervalent molecule) :
- 1. Молекула, в якій є атом, що формально на своїй валентній оболонці має більше ніж 8 електронів. Звичайно це молекули, в яких до центрального гіпервалентного атома приєднані більш електронегативні замісники. Напр., PCl5, SF6, ICl2- та I3-.
- 2. Молекула, що має атоми елементів 15 — 18-тої груп в ступені окиснення вищому від найнижчого.